# Drosselspole
Indenfor elektronik er en drosselspole en elektrisk spole, som anvendes til at dæmpe højere frekvenser, i forhold til jævnstrøm (DC) og lavere vekselstrømfrekvenser (AC) i et elektrisk kredsløb.
Ordet drosselspole er en funktionel betegnelse; samme spole kaldes ofte ”drosselspole”, hvis den anvendes til at dæmpe høje frekvenser, mens ”spole”, hvis den udgør en del af en afstemt kreds.
Drossel kommer fra tysk drossel og betyder "kvæle" eller minske. En lignende benævnelse anvendes på engelsk, nemlig ”choke” (”kvæle”)). En drosselspole dæmper høje frekvenser og lader lave passere. 
Typiske anvendelsesområder for drosselspoler, er som induktive komponenter i frekvensfiltre. Drosselspoler anvendes til støjdæmpning eller begrænsning af radioforstyrrelser. Den "klump", som sidder på fx kabler til billedskærme, er en drosselspole af typen ferritstøjfilter. 
Drosselspoler anvendes også til begrænsning af 50Hz og 60Hz vekselstrøm i lysstofrør. Fordelen ved at anvende en drosselspole, i stedet for en resistor, er at der tabes betydeligt mindre energi. Ulempen er dog at fasen mellem elnettets vekselstrøm og vekselspænding øges. (I dag 2021 anvendes for det meste elektronisk forkobling til lysstofrør)